# Ule
Ule je priimek več znanih Slovencev:
- Aljaž Ule (*1973), matematik, predavatelj na Univerzi v Amsterdamu
- Andrej Ule (*1946), filozof, logik, univerzitetni profesor
- Boris Ule (1948 - 2008), metalurg
- Boštjan Ule, biatlonec
- Dušan Ule (? - 2021), vremenar, ljubitelj narave in zaščitnik divjih živali z Babnega polja
- Eva Ule (*2001), pesnica, literarna kritičarka in urednica
- Evald Ule (*1953), šahist
- Franc Ule - Frenk (1950-2004)
- Irena Ule, predsednica Zveze kmetic Slovenije, nečakinja Alojzija Grozdeta
- Jernej Ule (*1976), molekularni biolog, raziskovalec na Inštitutu Francisa Cricka v Londonu
- Mirjana Ule (*1947), socialna psihologinja, univ. profesorica, izr. članica SAZU
- Uroš Ule (*1978), športni padalec